# Archéophone

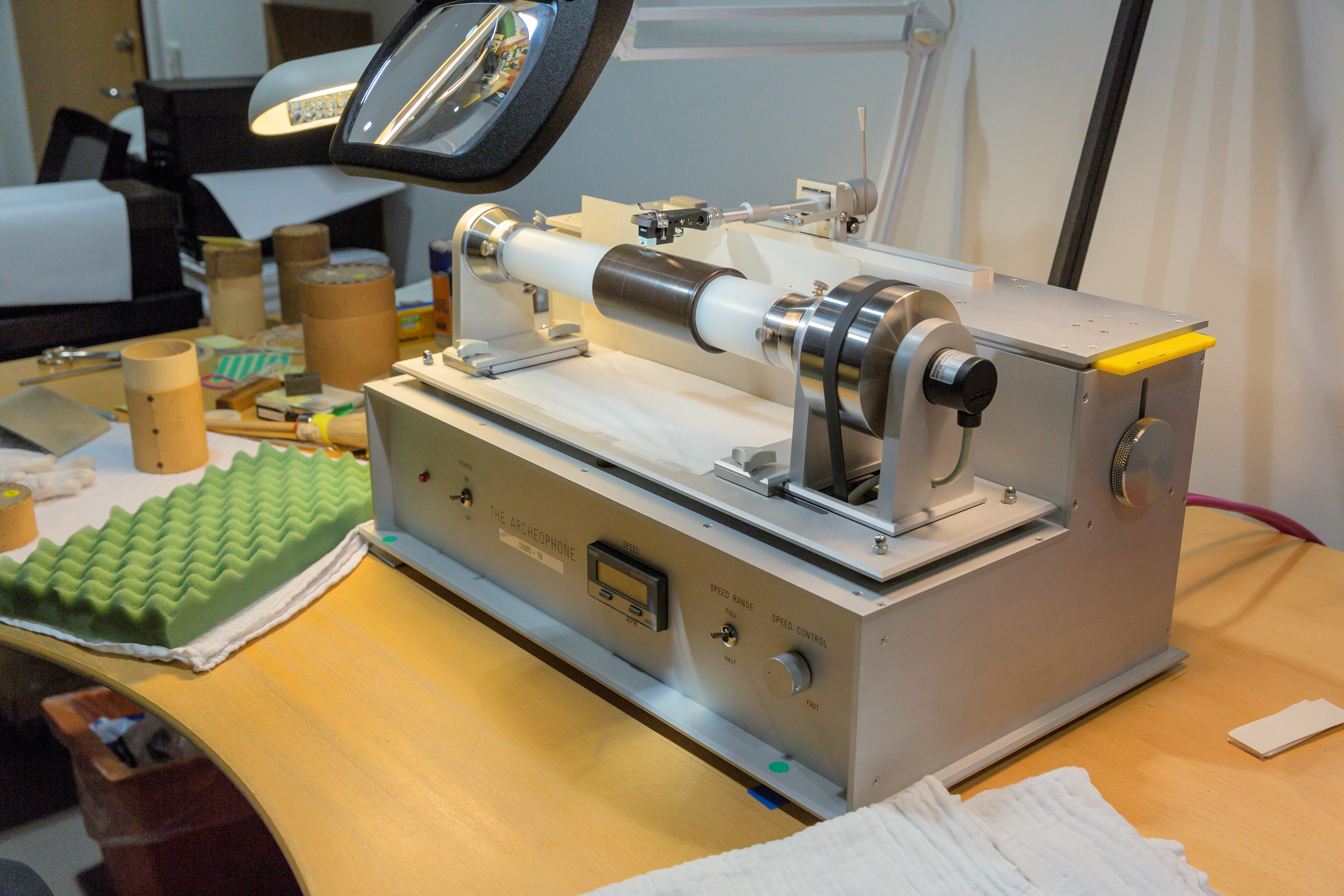
Archéophone exposé à la Statsbiblioteket d'Aarhus, au Danemark.

L'Archéophone est une version moderne des phonographes du début du XXe siècle. Il a été conçu en France par Henri Chamoux en 1998.

## Description
L'Archéophone peut lire tous les formats de cylindres phonographiques de cire ou de celluloïd, tels qu'ils furent produits entre 1888 et 1929. Il possède deux sorties de type RCA qui lui permettent d'être connecté à un préamplificateur.
L'appareil est utilisé pour copier et préserver des enregistrements anciens, notamment par la Bibliothèque du Congrès aux États-Unis et par la Bibliothèque nationale de France, ainsi que par de nombreuses autres bibliothèques et archives publiques ou privées dans le monde.
Il a permis également de numériser les dictabelts (support vinyle analogique) sur lesquels a été enregistré, en 1963 et 1964, le procès de l'État sud-africain contre Nelson Mandela et huit autres accusés, procès que lesdits accusés vont transformer en tribune contre l'apartheid, et qui a ainsi pu faire l'objet du film documentaire Le Procès contre Mandela et les autres, de Nicolas Champeaux et Gilles Porte, sorti en 2018.